# The Secret Life of Walter Mitty (kort verhaal)
The Secret Life of Walter Mitty is een kort verhaal uit 1939 van James Thurber. Het verhaal verscheen voor het eerst in The New Yorker op 18 maart 1939 en werd opgenomen in Thurbers boek My World and Welcome to It. Het is een van de meest in bloemlezingen opgenomen korte verhalen uit de Amerikaanse literatuur. In 1947 kwam onder dezelfde naam de verfilming van het verhaal uit, hoewel het verhaal in de film in grote mate verschilt van Thurbers oorspronkelijke verhaal. Een tweede verfilming verscheen eind 2013.

## Inhoud
Het verhaal behandelt een man die met zijn vrouw naar Waterbury (Connecticut) rijdt voor hun wekelijkse boodschappen en het bezoek van zijn vrouw aan de schoonheidssalon. Tijdens de rit en het bezoek beleeft de man vijf heroïsche dagdromen.
In zijn eerste dagdroom is hij piloot van een watervliegtuig van de US Navy tijdens een storm, dan is hij een uitmuntend chirurg die een unieke operatie uitvoert, daarna is hij een koelbloedige aanslagpleger die in een rechtbank zijn verklaring aflegt, vervolgens een piloot van de Royal Air Force die zich aanbiedt voor een gevaarlijke en geheime zelfmoordmissie om een munitiedepot te bombarderen, en aan het eind van het verhaal staat hij tegenover een vuurpeloton.
Elk van de fantasieën is geïnspireerd door een detail uit de echte wereld rondom Mitty:
- Het starten van het watervliegtuig in de openingsscène wordt gevolgd door de klacht van mevrouw Mitty dat hij te hard rijdt. Dit suggereert dat het autorijden leidde tot de dagdroom.
- Mittys rol als briljant chirurg volgt direct op het uit- en weer aantrekken van zijn handschoenen (net zoals een chirurg dus zou doen) en het passeren van een ziekenhuis.
- Het rechtbank-cliché "Misschien frist dit uw geheugen op", waarmee de derde dagdroom begint, volgt op Mittys poging zich te herinneren wat hij van zijn vrouw moest meenemen (naast overschoenen). Ook noemt een krantenverkoper nieuws over een rechtszaak.
- Mittys vierde dagdroom vindt plaats wanneer hij wacht op zijn vrouw en de tekst "Kan Duitsland via de Lucht over de Wereld Heersen?" leest.
- De vuurpeloton-scène vindt plaats als Mitty tegen een muur aan staat te roken.

## Thema's
Het verhaal beschrijft een man wiens zeer burgerlijke leventje telkens wordt onderbroken door diens escapistische fantasieën. Terwijl Mitty in deze fantasieën voor niets of niemand bang is, durft de echte Mitty amper te protesteren wanneer hem wordt verteld om toch vooral voorzichtig te doen. Tegelijkertijd staat de bewondering voor Mittys daden in zijn fantasieën lijnrecht tegenover onaangename belevenissen met echte mensen. Zo wordt hij door zijn vrouw gecommandeerd (hoewel ze ook oprecht bezorgd om hem lijkt te zijn), maar wordt er ook naar hem geschreeuwd door een politieagent en een parkeerbediende, en wordt hij uitgelachen door de vrouw die hem het woord puppykoekjes hardop hoort uitspreken.
In geen van de fantasieën eindigt Mitty als winnaar. De eerste vier worden onderbroken, terwijl hij in de vijfde tegenover een vuurpeloton staat. Mitty toont echter wel telkens moed. Wanneer men met een andere blik naar deze moed kijkt, is te stellen dat hij toch in alle fantasieën wint: de beste winst is het feit dat hij zonder angst voor het vuurpeloton staat. Dit is immers de enige manier om nog te winnen wanneer je executie onvermijdelijk is.

## Walter Mitty
De naam Walter Mitty en het daarvan afgeleide woord "Mittyesque" maken deel uit van de Engelse taal als verwijzing naar een persoon die weinig effectief is en die meer tijd besteedt aan fantasie en dagdromen dan aan de realiteit, of ook wel aan een persoon die doelbewust probeert zich voor te doen als iemand die hij niet is. In militaire kringen wordt met de term meestal verwezen naar iemand die een indrukwekkende carrière veinst.

## Taalgebruik
Het verhaal bevat talrijke woordgrappen. Zo bevat de chirurgie-scène pseudomedisch jargon als "obstreose van het ductale stelsel", "streptothricose", en de herhaalde onomatopee "ta-pocketa-pocketa-pocketa." In de bewering dat "coreopsis is ingetreden" bevindt zich de naam van een bloem die klinkt als een ernstige medische aandoening.

## Verfilmingen
In 1947 kwam een verfilming van het verhaal uit, geregisseerd door Norman Z. McLeod, met in de hoofdrol Danny Kaye als Walter Mitty. Het verhaal in de film verschilt in grote mate van Thurbers oorspronkelijke verhaal.
In de jaren 90 was er sprake van een nieuwe verfilming door Ron Howard en Steven Spielberg met een hoofdrol voor Kevin Anderson als Mitty, maar deze versie ging niet door. In 2013 verscheen de volgende verfilming bij 20th Century Fox, met daarin Ben Stiller als Mitty.